# Никола Баров
Никола Стойчев Баров е български политик. Кмет на Стара Загора в пириода март 1962 – 23 април 1964 г.

## Биография
Роден е през 1920 г. в село Змейово. Получава средното си образование в Стара Загора. След това завършва висшата партийна школа в Москва и подготвя аспирантура там. После се включва в структурите на БКП в Стара Загора и София. Работи и в Института по история при БАН.